# Jakov Pavlov
Jakov Fedotovitsj Pavlov (Russisch: Я́ков Федо́тович Па́влов) (Krestovaja (Sovjet-Unie), 4 oktober 1917 - Novgorod (Sovjet-Unie), 29 september 1981) was sergeant binnen het Rode Arbeiders- en Boerenleger tijdens het begin van de Tweede Wereldoorlog. Tijdens de Slag om Stalingrad verdedigde een peloton soldaten, onder leiding van Pavlov, 59 dagen lang een appartementencomplex. Dit complex kreeg later de bijnaam Pavlovs Huis. Voor deze slag werd Pavlov onderscheiden met de hoogste militaire onderscheiding van de Sovjet-Unie, de Held van de Sovjet-Unie.

## Onderscheidingen
- Held van de Sovjet-Unie (nr. 6775) op 27 juni 1945[1]
- Leninorde
- Orde van de Oktoberrevolutie
- Orde van de Rode Banier (2)
- Orde van de Rode Ster
- Medaille voor de Verdediging van Stalingrad
- Medaille voor de Overwinning over Duitsland in de Grote Patriottische Oorlog 1941-1945
- Jubileummedaille voor 20 jaar Overwinning in de Grote Vaderlandse Oorlog van 1941-1945
- Ereburger van de stad Wolgograd[1]